# Glypta biauriculata
Glypta biauriculata är en stekelart som beskrevs av Gabriel Strobl 1901. Glypta biauriculata ingår i släktet Glypta och familjen brokparasitsteklar. Inga underarter finns listade i Catalogue of Life.